# Resolución 769 del Consejo de Seguridad de las Naciones Unidas
La resolución 769 del Consejo de Seguridad de las Naciones Unidas, aprobada unánimemente el 7 de agosto de 1992, después de reafirmar la resolución 743 (1992), y todas las resoluciones subsecuentes relaciones a la Fuerza de Protección de las Naciones Unidas (UNPROFOR por sus siglas en inglés) el Consejo autorizó la ampliación del mandato de UNPROFOR y el aumento de su personal, después de una recomendación del Secretario General, para permitir a la Fuerza controlar la entrada de civiles a las Áreas Protegidas de las Naciones Unidas, además de realizar funciones de inmigraciones y de aduanas.
El Consejo demandó cooperación con la Fuerza y también condenó los abusos cometidos contra la población civil, en particular por motivos étnicos.